# ゲイリー・マーシャル
ゲイリー・マーシャル（Garry Marshall、本名：Garry Kent Masciarelli、1934年11月13日 - 2016年7月19日）は、アメリカ合衆国ニューヨーク州出身の映画監督、俳優。

## 人物
脚本家としてテレビのコメディシリーズを手がけ、テレビ番組の監督から映画監督になった。なお、名前の読みはギャリー・マーシャルであるが、映画会社が紹介時にGarryの読みをGary（[ɡɛəri]、ゲーリー、ゲイリー、理想はゲアリー）と混同したため、誤りが正されないまま今日に至る。
俳優としても映画『基地潜入』（共演はクリスティーネ・カウフマン）、『プリティ・リーグ』、『25年目のキス』などに出演している。
なお、TVシリーズ『ラバーン＆シャーリー』の主演女優で映画監督のペニー・マーシャルは妹にあたる。娘のキャスリーン・マーシャルは女優。息子のスコット・マーシャルは映画監督、俳優。 

## 死およびトリビュート
2016年7月19日朝、81歳で脳卒中を患った後の肺炎の合併症によりカリフォルニア州バーバンクの病院で死亡した。
2019年、『バリー』の中でヘンリー・ウィンクラーはマーシャルに敬意を表し、2019年、全米映画俳優組合賞でマーシャルへの追悼トリビュートを行なった。2018年、ミュージカル『プリティ・ウーマン』でジュリア・ロバーツがマーシャルに敬意を表した。
2020年5月12日、ABCはスペシャル番組『The Happy Days of Garry Marshall』を放送した。

## 主な出演作品
- 基地潜入 The Phony American（1961年）
- 007 ゴールドフィンガー Goldfinger（1964年）
- 家主さんはナイスガイ Hey, Landlord!（1967年）
- 嵐の青春 Psych-Out（1967年）
- おかしなカップル The Odd Couple（1970年、1974年）
- ベガス Vega$（1980年）
- プリティ・ウーマン Pretty Woman（1990年）
- プリティ・リーグ A League of Their Own（1992年）
- TVキャスター マーフィー・ブラウン Murphy Brown（1994年 - 1997年）
- 25年目のキス Never Been Kissed（1999年）
- ER緊急救命室 ER（2009年）
- ウィッチマウンテン/地図から消された山 Race to Witch Mountain（2009年）
- ライフ・アフター・ベス Life After Beth（2014年）

## 主な監督作品
- おかしなカップル The Odd Couple（TVシリーズ／1971年 - 1974年)  ※6エピソード
- ゆかいなチンパン　Me and the Chimp（TVシリーズ／製作総指揮も／1972年）※エピソード監督も
- ハッピーデイズ Happy Days（TVシリーズ、製作総指揮も／1974年）※1エピソード
- ラバーン＆シャーリー Lavern & Shirley（TVシリーズ／1976年、1983年）※2エピソード
- 病院狂時代 Young Doctors in Love（1982年）
- フラミンゴキッド The Flamingo Kid（1984年）
- 恋のじゃま者 Nothing in Common（1986年）
- 潮風のいたずら Overboard（1987年）
- フォエバー・フレンズ Beaches（1988年）
- プリティ・ウーマン Pretty Woman（1990年）[8]
- 恋のためらい/フランキーとジョニー Frankie and Johnny（1991年）
- カーラの結婚宣言 The Other Sister（1999年）
- プリティ・ブライド Runaway Bride（1999年）
- プリティ・プリンセス The Princess Diaries（2001年）
- プリティ・ヘレン Raising Helen（2004年）
- プリティ・プリンセス2/ロイヤル・ウェディング The Princess Diaries 2: Royal Engagement（2004年）
- 幸せのルールはママが教えてくれた Georgia Rule（2007年）※DVDスルー
- バレンタインデー Valentine's Day（2010年）
- ニューイヤーズ・イヴ New Year's Eve（2011年）
- マザーズ・デイ Mother's Day （2016年）

## 製作・脚本
- クリスチーヌの性愛記 The Grasshopper（1970年）